# São José do Herval

São José do Herval

São José do Herval es un municipio brasileño del estado de Rio Grande do Sul.
Se encuentra ubicado a una latitud de 29º02'39" Sur y una longitud de 52º17'43" Oeste, estando a una altitud de 680 metros sobre el nivel del mar. Su población estimada para el año 2004 era de 2.568 habitantes.
Ocupa una superficie de 101,52 km².
- Datos: Q1786387
- Multimedia: São José do Herval / Q1786387